# Cerniaz
Cerniaz (toponimo francese) è una frazione di 55 abitanti del comune svizzero di Valbroye, nel Canton Vaud (distretto della Broye-Vully).

## Storia

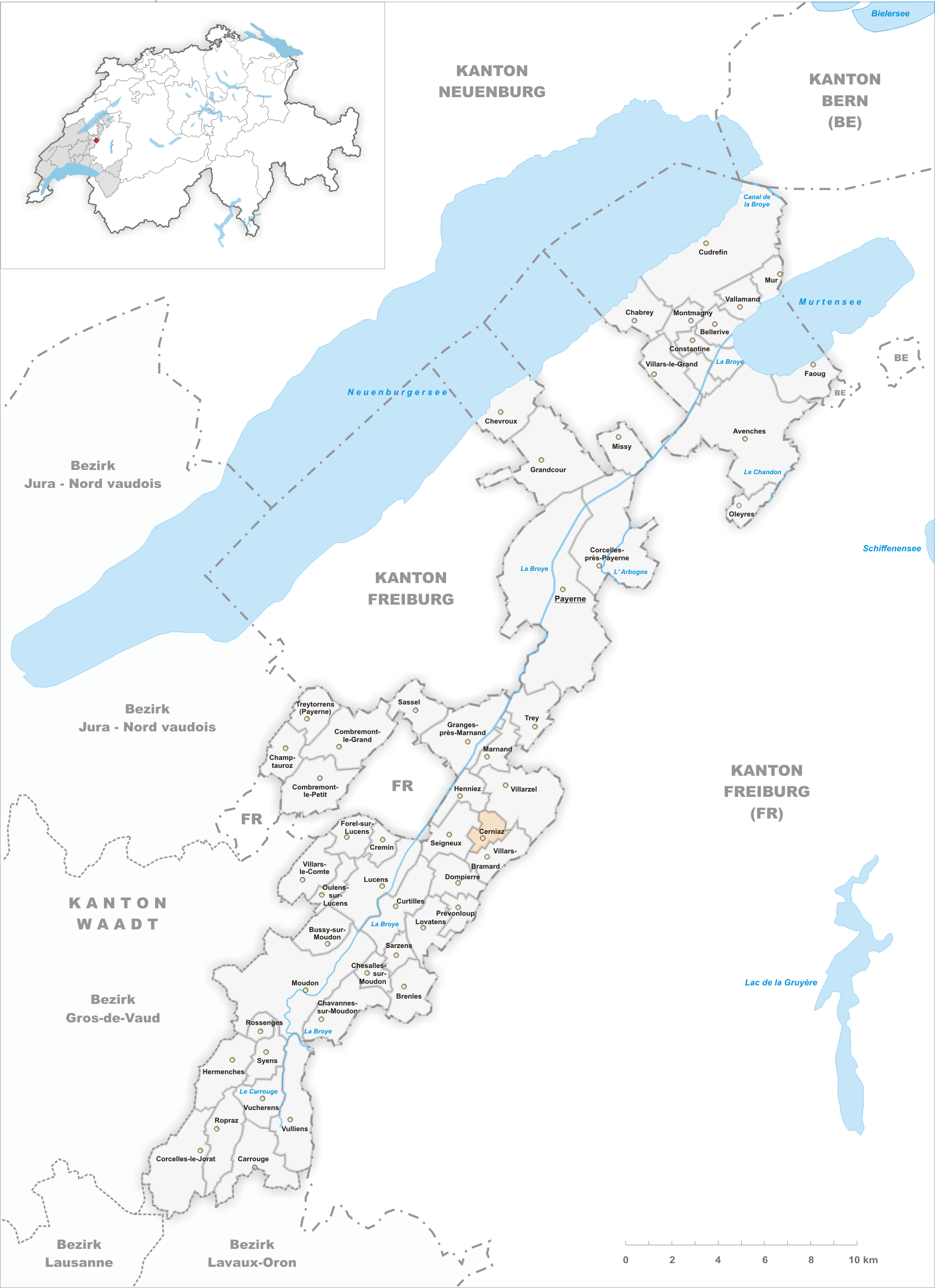
Il territorio del comune di Cerniaz prima degli accorpamenti comunali del 2011

Già comune autonomo che si estendeva per 1,77 km² e che comprendeva anche la frazione di La Morettaz, nel 2011 è stato accorpato agli altri comuni soppressi di Combremont-le-Grand, Combremont-le-Petit, Granges-près-Marnand, Marnand, Sassel, Seigneux e Villars-Bramard per formare il nuovo comune di Valbroye

### Simboli
Nello stemma erano raffigurati tre tronchi d'albero, che fanno riferimento all'etimologia del nome del comune che significa "terra disboscata". I colori si riferiscono sia
all'antica diocesi di Losanna che al
capoluogo del distretto di Payerne, fino alla riforma amministrativa del 2007.

## Monumenti e luoghi d'interesse
- Cappella riformata, attestata dal 1453[1].

## Società

### Evoluzione demografica
L'evoluzione demografica è riportata nella seguente tabella:
Abitanti censiti

## Amministrazione
Ogni famiglia originaria del luogo fa parte del cosiddetto comune patriziale e ha la responsabilità della manutenzione di ogni bene ricadente all'interno dei confini della frazione.